# NGC 6699
NGC 6699 ist eine Balken-Spiralgalaxie vom Hubble-Typ SAB(rs)bc? im Sternbild Pfau am Südsternhimmel. Sie ist rund 148 Millionen Lichtjahre von der Milchstraße entfernt und hat einen Durchmesser von etwa 70.000 Lichtjahren.
Entdeckt wurde das Objekt am 12. Juli 1834 von John Herschel.

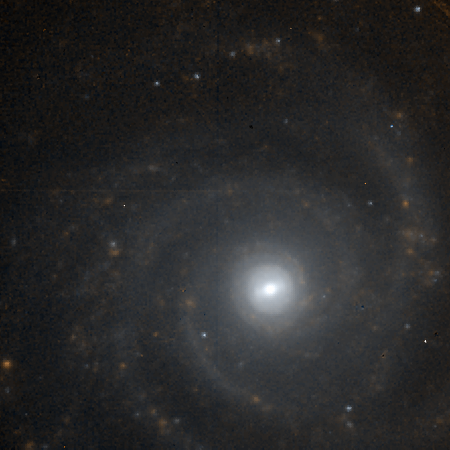
Infrarotaufnahme des Hubble-Weltraumteleskops